# Minderhout VV
Minderhout VV is een Belgische voetbalclub uit Minderhout. De club is aangesloten bij de KBVB met stamnummer 7436 en heeft groen en wit als kleuren. Minderhout speelt in de provinciale reeksen.

## Geschiedenis
In 1939 was in Minderhout voetbalclub VV Minderhout opgericht, aangesloten bij de Belgische Voetbalbond met stamnummer 2848. Die club speelde in de gewestelijke reeksen, tot men na de Tweede Wereldoorlog, in 1946, stopte en het stamnummer werd geschrapt.
In 1969 werd uiteindelijk een nieuwe club opgericht met Minderhout VV, waarbij men teruggreep naar de oude naam van de verdwenen Minderhoutse club. Men sloot zich aan bij de KBVB met stamnummer 7436 en ging in 1970 van start in Derde Provinciale. Na een jaar competitievoetbal belandde men in 1972 in Vierde Provinciale.
Minderhout VV bleef in Vierde Provinciale spelen tot men in 1980 een eerste promotie kon afdwingen. De volgende decennia bleef men periode in Derde en Vierde Provinciale afwisselen. In 2013 promoveerde men voor het eerst naar Tweede Provinciale.